# رودولفو سوراکو
رودولفو سوراکو (اسپانیایی: Rodolfo Soracco‎؛ ۲۷ ژوئیه ۱۹۲۷ – ۲۵ اکتبر ۲۰۱۸) بازیکن بسکتبال اهل پرو بود. وی در بازی‌های المپیک تابستانی ۱۹۴۸ شرکت کرده‌است.